# 1970-es magyar úszóbajnokság
Az 1970-es magyar úszóbajnokságot augusztusban rendezték meg a Nemzeti Sportuszodában.
A legjobb eredményt a női 200 méteres hátúszás hozta. A bajnok Gyarmati Andrea Európa-csúcsot úszott.

## Eredmények

### Férfiak
| Versenyszám            | Arany                                                                 | Arany   | Ezüst                                                                    | Ezüst   | Bronz                                                              | Bronz   |
| ---------------------- | --------------------------------------------------------------------- | ------- | ------------------------------------------------------------------------ | ------- | ------------------------------------------------------------------ | ------- |
| 100 m gyorsúszás       | Szentirmay István BVSC                                                | 54,6    | Csatlós Csaba Újpesti Dózsa                                              | 55,0    | Császári Attila BVSC                                               | 55,2    |
| 200 m gyorsúszás       | Borlói Mátyás Újpesti Dózsa                                           | 1:59,1  | Császári Attila BVSC                                                     | 2:01,5  | Szentirmay István BVSC                                             | 2:02,8  |
| 400 m gyorsúszás       | Hargitay András KSI                                                   | 4:13,5  | Borlói Mátyás Újpesti Dózsa                                              | 4:13,8  | Császári Attila BVSC                                               | 4:32,2  |
| 1500 m gyorsúszás      | Hargitay András KSI                                                   | 17:29,6 | Deli György Egri Dózsa                                                   | 18:20,6 | Kenéz Endre Vasas                                                  | 18:22,0 |
| 100 m hátúszás         | Cseh László Bp. Építők                                                | 1:00,9  | Hámori Jenő Bp. Spartacus                                                | 1:05,5  | Erdélyi Ferenc BVSC                                                | 1:06,1  |
| 200 m hátúszás         | Borlói Mátyás Újpesti Dózsa                                           | 2:13,9  | Cseh László Bp. Építők                                                   | 2:17,0  | Rudolf Róbert KSI                                                  | 2:21,9  |
| 100 m mellúszás        | Ali Csaba Egri Dózsa                                                  | 1:11,3  | Dávid Gyula Újpesti Dózsa                                                | 1:11,5  | Szabó Tibor Újpesti Dózsa                                          | 1:12,2  |
| 200 m mellúszás        | Dávid Gyula Újpesti Dózsa                                             | 2:35,3  | Szabó Tibor Újpesti Dózsa                                                | 2:37,7  | Szentirmay István BVSC                                             | 2:39,1  |
| 100 m pillangóúszás    | Szentirmay István BVSC                                                | 58,8    | Cseh László Bp. Építők                                                   | 1:00,4  | Rozgonyi György BVSC                                               | 1:00,9  |
| 200 m pillangóúszás    | Hargitay András KSI                                                   | 2:13,4  | Ali Csaba Egri Dózsa                                                     | 2:19,0  | Jávor Péter Újpesti Dózsa                                          | 2:21,3  |
| 200 m vegyesúszás      | Csinger Márton Bp. Spartacus                                          | 2:15,0  | Szentirmay István BVSC                                                   | 2:16,5  | Lázár Péter Ferencvárosi TC                                        | 2:19,1  |
| 400 m vegyesúszás      | Hargitay András KSI                                                   | 4:48,2  | Deli György Egri Dózsa                                                   | 5:07,8  | Bánki János Szolnoki Dózsa                                         | 5:09,7  |
| 4 × 100 m gyorsváltó   | BVSC Császári Attila Sipos András Erdélyi Ferenc Szentirmay István    | 3:43,4  | Újpesti Dózsa Borlói Mátyás Mártonffy Tamás Bardóczy Árpád Csatlós Csaba | 3:45,7  | Egri Dózsa Riskó Géza Katona Ali Csaba Deli György                 | 3:50,3  |
| 4 × 200 m gyorsváltó   | Újpesti Dózsa Mártonffy Tamás Csatlós Csaba Szabó Tibor Borlói Mátyás | 8:16,7  | BVSC Rátonyi Gábor Szentirmay István Erdélyi Ferenc Császári Attila      | 8:18,8  | Egri Dózsa Riskó Géza Ali Csaba Deli György Veréb Péter            | 8:36,9  |
| 4 × 100 m vegyes váltó | Újpesti Dózsa Borlói Mátyás Dávid Gyula Jávor Péter Csatlós Csaba     | 4:11,4  | BVSC Erdélyi Ferenc Szentirmay István Rozgonyi György Császári Attila    | 4:11,7  | Bp. Spartacus Lenkei Ferenc Nagy József Csinger Márton Hámori Jenő | 4:17,6  |

### Nők
| Versenyszám            | Arany                                                              | Arany   | Ezüst                                                 | Ezüst   | Bronz                                                               | Bronz   |
| ---------------------- | ------------------------------------------------------------------ | ------- | ----------------------------------------------------- | ------- | ------------------------------------------------------------------- | ------- |
| 100 m gyorsúszás       | Gyarmati Andrea Ferencvárosi TC                                    | 1:00,6  | Turóczy Judit BVSC                                    | 1:01,0  | Patóh Magda Bp. Spartacus                                           | 1:01,0  |
| 200 m gyorsúszás       | Turóczy Judit BVSC                                                 | 2:16,7  | Eckel Edit Újpesti Dózsa                              | 2:18,1  | Törzs Mária Újpesti Dózsa                                           | 2:20,2  |
| 400 m gyorsúszás       | Eckel Edit Újpesti Dózsa                                           | 4:57,4  | Törzs Mária Újpesti Dózsa                             | 5:05,4  | Somogyi Judit Újpesti Dózsa                                         | 5:08,9  |
| 800 m gyorsúszás       | Eckel Edit Újpesti Dózsa                                           | 10:23,7 | Bodnár Ágnes Egri Dózsa                               | 10:41,9 | Bánki Anikó Ferencvárosi TC                                         | 10:57,8 |
| 100 m hátúszás         | Baranyi Judit Újpesti Dózsa                                        | 1:11,5  | Somogyi Judit Újpesti Dózsa                           | 1:12,5  | Pók Edina Ferencvárosi TC                                           | 1:13,5  |
| 200 m hátúszás         | Gyarmati Andrea Ferencvárosi TC                                    | 2:26,9  | Baranyi Judit Újpesti Dózsa                           | 2:33,0  | Perkó Piroska Újpesti Dózsa                                         | 2:34,6  |
| 100 m mellúszás        | Kovács Edit BVSC                                                   | 1:20,1  | Máté Mária BVSC                                       | 1:22,1  | Kaczander Ágnes Bp. Spartacus                                       | 1:22,6  |
| 200 m mellúszás        | Kaczander Ágnes Bp. Spartacus                                      | 2:50,8  | Kovács Edit BVSC                                      | 2:55,9  | Kiss Éva Bp. Honvéd                                                 | 2:56,0  |
| 100 m pillangóúszás    | Gyarmati Andrea Ferencvárosi TC                                    | 1:06,0  | Tóth Zsuzsa Újpesti Dózsa                             | 1:08,2  | Kovács Edit BVSC                                                    | 1:08,4  |
| 200 m pillangóúszás    | Gyarmati Andrea Ferencvárosi TC                                    | 2:28,3  | Kaczander Ágnes Bp. Spartacus                         | 2:37,8  | Tóth Zsuzsa Újpesti Dózsa                                           | 2:38,4  |
| 200 m vegyesúszás      | Turóczy Judit BVSC                                                 | 2:30,9  | Kaczander Ágnes Bp. Spartacus                         | 2:36,6  | Baranyi Judit Újpesti Dózsa                                         | 2:37,7  |
| 400 m vegyesúszás      | Kaczander Ágnes Bp. Spartacus                                      | 5:27,8  | Válent Vera Újpesti Dózsa                             | 5:28,0  | Kiss Éva Bp. Honvéd                                                 | 5:37,1  |
| 4 × 100 m gyorsváltó   | Újpesti Dózsa Törzs Mária Somogyi Judit Szekeres Ildikó Eckel Edit | 4:17,4  | BVSC Turóczy Judit Nagy Zsuzsa Máté Mária Kovács Edit | 4:20,1  | Bp. Spartacus Patóh Magda Pécsi Márta Pór Katalin Kaczander Ágnes   | 4:28,5  |
| 4 × 100 m vegyes váltó | Újpesti Dózsa Baranyi Judit Tóth Márta Tóth Zsuzsa Törzs Mária     | 4:47,5  | BVSC Turóczy Judit Máté Mária Kovács Edit Nagy Zsuzsa | 4:53,8  | Ferencvárosi TC Gyarmati Andrea Csapó Katalin Bánki Anikó Pók Edina | 5:06,9  |

## Csúcsok
A bajnokság során az alábbi csúcsok születtek:
| Esemény                         | Idő     | Név                                                     | Csapat          | Csúcs                                 |
| ------------------------------- | ------- | ------------------------------------------------------- | --------------- | ------------------------------------- |
| Férfi 100 méteres gyorsúszás    | 55,1    | Császári Attila                                         | BVSC            | Országos ifjúsági                     |
| Férfi 100 méteres gyorsúszás    | 54,9    | Császári Attila                                         | BVSC            | Országos ifjúsági                     |
| Férfi 100 méteres gyorsúszás    | 57,7    | Hargitay András                                         | KSI             | Országos serdülő                      |
| Férfi 200 méteres gyorsúszás    | 1:59,1  | Borlói Mátyás                                           | Újpesti Dózsa   | Országos felnőtt                      |
| Férfi 200 méteres gyorsúszás    | 2:01,5  | Császári Attila                                         | BVSC            | Országos ifjúsági                     |
| Férfi 200 méteres gyorsúszás    | 2:04,4  | Hargitay András                                         | KSI             | Országos serdülő                      |
| Férfi 400 méteres gyorsúszás    | 4:13,5  | Hargitay András                                         | KSI             | Országos felnőtt, ifjúsági és serdülő |
| Férfi 800 méteres gyorsúszás    | 9:07,8  | Hargitay András                                         | KSI             | Országos felnőtt, ifjúsági és serdülő |
| Férfi 1500 méteres gyorsúszás   | 17:29,6 | Hargitay András                                         | KSI             | Országos ifjúsági és serdülő          |
| Férfi 100 méteres hátúszás      | 1:00,9  | Cseh László                                             | Bp. Építők      | Országos felnőtt                      |
| Férfi 200 méteres hátúszás      | 2:13,9  | Borlói Mátyás                                           | Újpesti Dózsa   | Országos felnőtt                      |
| Férfi 100 méteres pillangóúszás | 58,8    | Szentirmay István                                       | BVSC            | Országos felnőtt                      |
| Férfi 200 méteres pillangóúszás | 2:15,5  | Hargitay András                                         | KSI             | Országos ifjúsági és serdülő          |
| Férfi 200 méteres pillangóúszás | 2:13,4  | Hargitay András                                         | KSI             | Országos felnőtt, ifjúsági és serdülő |
| Férfi 200 méteres vegyesúszás   | 2:15,0  | Csinger Márton                                          | Bp. Spartacus   | Országos felnőtt                      |
| Férfi 400 méteres vegyesúszás   | 4:48,2  | Hargitay András                                         | KSI             | Országos felnőtt, ifjúsági és serdülő |
| Férfi 4 × 200 m gyorsváltó      | 8:16,7  | Mártonffy Tamás Csatlós Csaba Szabó Tibor Borlói Mátyás | Újpesti Dózsa   | Országos felnőtt                      |
| Női 200 méteres hátúszás        | 2:26,9  | Gyarmati Andrea                                         | Ferencvárosi TC | Európa-, országos felnőtt és ifjúsági |
| Női 200 méteres pillangóúszás   | 2:28,3  | Gyarmati Andrea                                         | Ferencvárosi TC | Országos felnőtt és ifjúsági          |
| Női 200 méteres mellúszás       | 2:50,8  | Kaczander Ágnes                                         | Bp. Spartacus   | Országos felnőtt                      |